# Stella McCartney

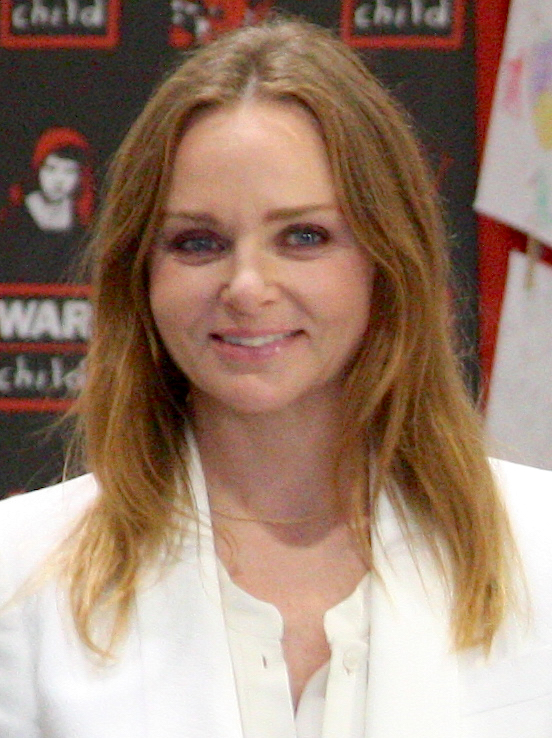
Stella McCartney, 2014.

Stella Nina McCartney, född 13 september 1971 i Lambeth i London, är en brittisk designer. Hon är dotter till Paul och Linda McCartney.

## Biografi
Stella McCartney har examen från den prestigefyllda skolan Central Saint Martins College of Art and Design, där även John Galliano och Alexander McQueen studerat. Vid sin examenskollektion hade hon anlitat supermodeller som Kate Moss och Naomi Campbell.
1997 blev Stella McCartney chefsdesigner vid det ansedda parisiska modehuset Chloé. Hennes kollektioner rönte stor uppmärksamhet och blev enorma kassasuccéer, men hon lämnade företaget 2001 för ett eponymiskt deltagande i Gucci Group; 2003 lanserade hon en parfym med sitt namn. Förutom arbetet med det egna varumärket har McCartney även samarbetat med Adidas och H&M. 
Hon har även arbetat med scenkläder, bland annat åt Madonna och Annie Lennox, samt med kostymer till filmen Sky Captain and the World of Tomorrow.
Stella McCartney är precis som sina föräldrar vegetarian och djurrättsförespråkare. Hon använder varken läder- eller pälsmaterial i sina kollektioner. Hon är gift och har fyra barn.

## Utmärkelser
- Officer av Brittiska imperieorden,  2013[3]
- Kommendör av 2 klass av Brittiska imperieorden,  2022[4]

[Redigera Wikidata]